# Iván Zamorano
Iván Zamorano (* 18. ledna 1967 Santiago de Chile) je bývalý chilský fotbalový útočník. Svou kariéru, během níž nastupoval za velkokluby Real Madrid a Inter Milán, ukončil v roce 2003. Pelé ho roku 2004 zařadil mezi 125 nejlepších žijících fotbalistů.
Za chilský národní tým odehrál 69 utkání, v nichž vstřelil 34 gólů. V roce 2000 byl součástí chilského výběru, který získal bronzovou medaili na Olympijských hrách v Sydney, se šesti brankami se stal nejlepším střelcem turnaje.

## Úspěchy

### Klubové
- CD Cobresal
  - 1× vítěz chilského poháru (1985)
- Real Madrid
  - 1× vítěz španělského poháru (1992/93)
  - 1× vítěz španělské ligy (1994/95)
  - 1× vítěz španělského superpoháru (1993)
- Internazionale
  - 1× vítěz Poháru UEFA (1997/98)
- CF América
  - 1× vítěz mexické ligy (2001/02)

### Reprezentační
- 1× bronz z LOH (2000)

### Individuální
- 1× nejlepší cizinec ve švýcarské lize (1989/90)
- 1× nejlepší střelec španělské ligy (1994/95)
- 2× nejlepší jihoamerický fotbalista ve španělské lize (1993, 1995)
- 1× nejlepší střelec LOH 2000